# Vision (tidning)
Vision var en svensk affärstidning som gavs ut 1996–2002.
Tidningen grundades av Pontus Forsström (senare Schultz) och Bengt Uggla 1996. Bonnier blev en delägare 1997. År 1998 blev även Peppe Engberg delägare.
År 1999 ledde Spray Ventures skapandet av ett mediehus där Vision kom att ingå. Spray Ventures ägde aktiemajoriteten, medan ägarna till Vision och nyhetsbyrån 25timmar delade på resten. I juli 2001 köpte Forsström, Uggla och Engberg ut tidningen från Spray.
År 2002 köptes Vision av Modern Times Group som slog ihop tidningen med Finanstidningen för att bilda Finans & Vision. Den sammanslagna tidningen lades i sin tur ner senare samma år.

## Källhänvisningar
1. ↑  Pär Jansson (5 februari 2001). ”Pontus Forsström: Journalistiken måste förändras”. Journalisten. Arkiverad från originalet den 20 september 2011. https://web.archive.org/web/20110920011816/http://www.journalisten.se/artikel/1996/pontus-forsstroem-journalistiken-maste-foeraendras. Läst 2 augusti 2010.
2. ↑  Spray utmanar Schibsted och Bonnier, Dagens Media, 9 februari 1999
3. ↑  Grundarna tar över Vision, Dagens Media, 30 juli 2001